# Campeonato Mundial de Esqui Estilo Livre de 2019 - Slopestyle feminino
A prova do slopestyle feminino do Campeonato Mundial de Esqui Estilo Livre de 2019 foi marcada para o dia 6 de fevereiro na cidade de Park City,  em Utah, nos Estados Unidos.  Devido às más condições climáticas, a competição foi cancelada. 

## Lista de inscritos
22 esquiadores estavam inscritos para participar da prova. 
Bateria 1
| Pos. | Bib | Nome               | Nacionalidade  | Corrida 1 | Corrida 2 | Melhor | Notas |
| ---- | --- | ------------------ | -------------- | --------- | --------- | ------ | ----- |
|      | 1   | Yuki Tsubota       | Canadá         |           |           |        |       |
|      | 2   | Julia Krass        | Estados Unidos |           |           |        |       |
|      | 3   | Kelly Sildaru      | Estónia        |           |           |        |       |
|      | 4   | Silvia Bertagna    | Itália         |           |           |        |       |
|      | 5   | Kea Kühnel         | Alemanha       |           |           |        |       |
|      | 6   | Tess Ledeux        | França         |           |           |        |       |
|      | 7   | Elena Gaskell      | Canadá         |           |           |        |       |
|      | 8   | Margaux Hackett    | Nova Zelândia  |           |           |        |       |
|      | 9   | Anastasia Tatalina | Rússia         |           |           |        |       |
|      | 10  | Coline Ballet-Baz  | França         |           |           |        |       |
|      | 11  | Lana Prusakova     | Rússia         |           |           |        |       |

Bateria 2
| Pos. | Bib | Nome             | Nacionalidade  | Corrida 1 | Corrida 2 | Melhor | Notas |
| ---- | --- | ---------------- | -------------- | --------- | --------- | ------ | ----- |
|      | 1   | Marin Hamill     | Estados Unidos |           |           |        |       |
|      | 2   | Lara Wolf        | Áustria        |           |           |        |       |
|      | 3   | Sarah Höfflin    | Suíça          |           |           |        |       |
|      | 4   | Maggie Voisin    | Estados Unidos |           |           |        |       |
|      | 5   | Caroline Claire  | Estados Unidos |           |           |        |       |
|      | 6   | Mathilde Gremaud | Suíça          |           |           |        |       |
|      | 7   | Isabel Atkin     | Grã-Bretanha   |           |           |        |       |
|      | 8   | Giulia Tanno     | Suíça          |           |           |        |       |
|      | 9   | Johanne Killi    | Noruega        |           |           |        |       |
|      | 10  | Anni Kärävä      | Finlândia      |           |           |        |       |
|      | 11  | Kateryna Kotsar  | Ucrânia        |           |           |        |       |

Legenda
| Recorde mundial       | Recorde mundial (World record)               |                       | Recorde africano                      | Recorde africano (African) |                                           | Q | Classificado por posição (Qualified) |
| Recorde do campeonato | Recorde do campeonato (Championship record)  | Recorde da América    | Recorde da América (Americas)         | q                          | Classificado por melhor tempo (Qualified) |   |                                      |
| Melhor marca do ano   | Melhor marca do ano (World leading)          | Recorde asiático      | Recorde asiático (Asian)              | DNS                        | Não largou (Did not start)                |   |                                      |
| Recorde nacional      | Recorde nacional (National record)           | Recorde europeu       | Recorde europeu (European)            | DNF                        | Não terminou (Did not finish)             |   |                                      |
| Recorde pessoal       | Recorde pessoal do atleta (Personal best)    | Recorde da Oceania    | Recorde da Oceania (Oceania)          | DSQ / DQ                   | Desclassificado (Disqualified)            |   |                                      |
| Recorde da temporada  | Recorde da temporada do atleta (Season best) | Recorde sul-americano | Recorde sul-americano (South America) | NM                         | Sem marca (No mark)                       |   |                                      |